# 市道105号 (台湾)
市道105号（しどう105ごう）は、新北市八里区大崁腳から桃園市亀山区南崁溪二号橋を結ぶ、全長21.8kmの台湾の市道である。

## 通過する自治体
- 新北市
  - 八里区
  - 林口区
- 桃園市
  - 亀山区

## 接続する道路
台北市
- 台15線
- 台64線（インターチェンジ）
- 県道108号

桃園市
- 国道1号（インターチェンジ）
- 台1線

## 施設
- 八里区役所